# Offaster
Offaster is een geslacht van uitgestorven zee-egels uit de familie Holasteridae.

## Soorten
- Offaster pilula (Lamarck, 1816) † Campanien, van Europa tot Centraal-Azië.